# Waterworld: A Live Sea War Spectacular
Waterworld: A Live Sea War Spectacular is een stuntshow in Universal Studios Hollywood, Universal Studios Singapore,Universal Studios Japan en Universal Studios Beijing, gebaseerd op de film Waterworld uit 1995. De show opende toen de film uitkwam. Hoewel de film werd gezien als een flop, werd deze stuntshow gezien als een groot succes. Het zitgedeelte is in drie gedeeltes verdeeld, die omhoog en naar achter gaan. De voorste stoelen zijn de zogenaamde "wet seats" oftewel de plekken waar je gegarandeerd nat wordt. De show is een klein gedeelte van de film, met veel speciale effecten, inclusief de landing van het watervliegtuig. Sinds 2006 stellen de acteurs zich voor aan het einde van de show.